# Bastila Shan
Bastila Shan är en rollfigur i de båda TV- och datorspelen Star Wars: Knights of the Old Republic från 2003 och Star Wars: Knights of the Old Republic II: The Sith Lords från 2004, med röst av Jennifer Hale.
Hon använder en gulklingad ljussabel och är en mästare på den komplicerade jedi-kraften Battle Medidation.